# Ekvipotencijalne plohe
Ekvipotencijalne plohe su zamišljene plohe koje obuhvaćaju sve točke u prostoru u kojima je potencijal fizikalnoga polja jednake vrijednosti. Po ekvipotencijalnim plohama može se gibati neka čestica (na primjer električni naboj u električnom polju, stalni magnet u magnetskom polju, fizikalno tijelo u gravitacijskom polju) bez utroška rada. Silnice polja okomite su na ekvipotencijalne plohe.

## Silnice
Silnice su zamišljene crte, sa strelicama ili bez njih, kojima se predočuju različita svojstva fizikalnih polja; pružaju se u smjeru djelovanja sila, a njihova gustoća opisuje jakost polja. Okomite su na ekvipotencijalne plohe. Silnice konkretnih električnih i magnetskih polja mogu se iscrtati s pomoću staklenoga praha ili željezne piljevine.

### Silnice električnoga polja
Silnice električnoga polja zamišljene su usmjerene crte koje izlaze iz pozitivnih električnih naboja, a završavaju u negativnim električnim nabojima, te svojom gustoćom i oblikom prikazuju smjer i jakost električnoga polja u nekome dijelu prostora.

### Silnice magnetskoga polja
Silnice magnetskoga polja zamišljene su zatvorene krivulje (nemaju početak ili kraj) koje svojim oblikom i gustoćom prikazuju jakost magnetskog polja u nekome dijelu prostora. 

### Silnice gravitacijskoga polja
Silnice gravitacijskoga polja zamišljene su usmjerene crte koje dolaze iz beskonačnosti i uviru u masu, te svojom gustoćom i oblikom prikazuju smjer i jakost gravitacijskoga polja u nekome dijelu prostora.